# Іскра (Луганськ)
Міні-футбольний клуб «Іскра» (Луганськ) або просто «Іскра»  — український футзальний клуб з міста Луганськ. У 1992 році виступав у чемпіонаті України.

## Історія
Футзальний клуб «Іскра» засновано 1992 року в Луганську. У 1992 році луганський колектив дебютував у розіграші неофіційного чемпіонату України, де посів 8-ме місце. У сезоні 1992/93 року взяв участь у першому етапі Кубку України з футзалу, починаючи з другого кваліфікаційного турніру, пропустивши зональний турнір. На міні-турнірі, організованому в Славуті, не вдалося увійти до числа двох найкращих команд, поступившись місцем у фінальному етапі турніру місцевому «Славутичу» та київському «СКІФ-Сілексу». У сезоні 1996/97 років знову стартував у Кубку України, але в першому ж раунді програв амвросіївському «Донцементу». Також виграв бронзові медалі Першої ліги України. Після цього через фінансові проблеми команду розформували.

## Досягнення
- Чемпіонат України
  - 8-е місце (1): 1992 (неофіційний)
- Перша ліга України
  -  Бронзовий призер (1): 1996/97

## Домашня арена
Домашні поєдинки «Іскра» проводила в Залі СК «Старт», яка вміщує 500 глядачів.